# Sargé-lès-le-Mans
Sargé-lès-le-Mans är en kommun i departementet Sarthe i regionen Pays de la Loire i nordvästra Frankrike. Kommunen ligger i kantonen Le Mans-Est-Campagne som tillhör arrondissementet Le Mans. År 2022 hade Sargé-lès-le-Mans 3 865 invånare.

## Befolkningsutveckling
Antalet invånare i kommunen Sargé-lès-le-Mans
| Referens: INSEE |